# Taiki Amagasa
Taiki Amagasa (japanisch 天笠 泰輝 Amagasa Taiki; * 11. Mai 2000 in Otaru, Hokkaidō) ist ein japanischer Fußballspieler.

## Karriere
Taiki Amagasa erlernte das Fußballspielen in der Schulmannschaft der Aomori Yamada High School sowie in der Universitätsmannschaft der Kansai-Universität. Seinen ersten Profivertrag unterschrieb er am 22. Juli 2020 bei Thespakusatsu Gunma. Der Verein aus Kusatsu, einer Stadt in der Präfektur Gunma, spielte in der zweiten japanischen Liga, der J2 League. Sein Zweitligadebüt gab Taiki Amagasa am 9. Mai 2021 (13. Spieltag) im Heimspiel gegen Ōmiya Ardija. Hier wurde er in der 95. Minute für Justin Toshiki Kinjō eingewechselt. Nach insgesamt 99 Zweitligaspielen wechselte er im Januar 2025 zum ebenfalls in der zweiten Liga spielenden Ōita Trinita.